# Anne-Marie Godart
Anne-Marie Godart est une chanteuse française née en 1950.

## Biographie
Anne-Marie Godart commence sa carrière en 1966, avec un duo avec Pascal Sevran dans Le Petit Conservatoire de la chanson de Mireille.
Elle sort ses premiers disques au début des années 1970.
Elle représente Monaco au Concours Eurovision de la chanson 1972 en interprétant Comme on s'aime en duo avec Peter Mac Lane; ils termineront 16e de la compétition.
En 1972, elle interprète la chanson du film de Gilles Grangier Un cave sur une musique d'Alain Le Meur (direction musicale Jacques Denjean). Mais elle ne figure pas sur le 45 tours sorti à l'époque qui ne propose que deux titres instrumentaux.

## Discographie

### 33 tours
- Besoin de vivre, 1976;

### 45 tours
- Vent d'hiver/Croque la pomme, 1968;
- Concerto sans Frontière, 1970, chanson signée par Maxime Le Forestier/On est si bien;
- La ville est morte/Rose d'Irlande (thème du film La Fille de Ryan de David Lean), 1971;
- Comme on s'aime/Oublie-moi, 1972; (avec Peter Mc Lane)
- Pas un mot, pas une larme, 1973;
- Besoin de vivre/Garde-moi, 1976;
- Les enfants sans Noël, 1989;